# Yunnanozoon
Yunnanozoon – żyjący w kambrze półstrunowiec morski, którego szczątki znane są z dolnokambryjskiej formacji Qiongzhusi w powiecie Chengjiang (prowincja Junnan, Chiny).
Żył ok. 525 mln lat temu. Długość ciała ok. 25–40 mm. Aktualnie jest zaliczany do półstrunowców, ale posiadał wiele charakterystycznych cech anatomicznych oraz zapewne powiązań ewolucyjnych ze strunowcami.
Budową anatomiczną był zbliżony do współczesnych mu strunowców, takich jak  Haikouella czy Pikaia. Zidentyfikowano u niego 13 par symetrycznie rozmieszczonych szczelin skrzelowych.

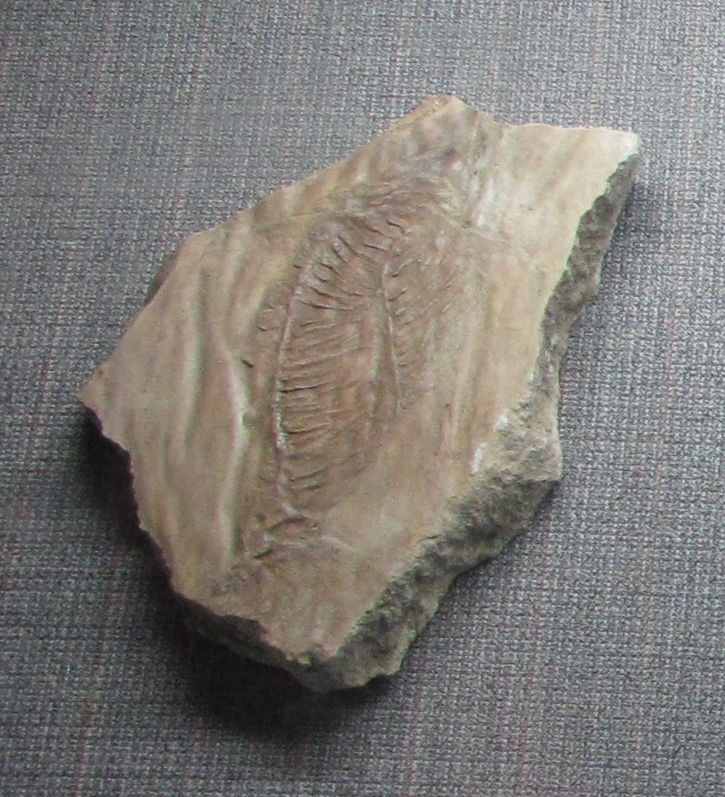
Skamieniałość z Chongqing Beibei Museum przedstawiająca Yunnanozoona.